# Aleksandar Matanović
Aleksandar Matanović (en serbe cyrillique : Александар Матановић), né le 23 mai 1930 à Belgrade (royaume de Yougoslavie) et mort le 9 août 2023 dans la même ville, est un grand maître yougoslave du jeu d'échecs.
Trois fois champion de Yougoslavie (en 1962, 1969 et 1978), il remporte le tournoi de Beverwijk en 1957.

## Biographie
Aleksandar Matanović naît le 23 mai 1930 à Belgrade, alors au royaume de Yougoslavie (aujourd'hui capitale de la Serbie). Il est initié aux échecs par sa sœur alors qu'il a 6 ans.
En parallèle de sa carrière échiquéenne, Matanović devient également animateur de radio, producteur, mais surtout éditeur. Il publie ainsi plusieurs livres d'échecs, et fonde le périodique l'Informateur d'échecs, en 1966, avec Milivoje Molerović.
Aleksandar Matanović meurt le 9 août 2023 à Belgrade,.

## Carrière
Aleksandar Matanović obtient le titre de maître international en 1951, puis de grand maître en 1955, il est champion junior de Yougoslavie en 1948 et champion de Yougoslavie en 1962 (avec Dragoljub Minić), 1969 et 1978, il est deuxième en 1951, 1956, 1959 et 1967.
En compétition internationale, il est
- 1er à Opatija 1953,
- 2e à Belgrade 1954,
- 1er à Hambourg 1955,
- 1er à Beverwijk 1957,
- 1er ex æquo à Buenos Aires 1961,
- 2e au tournoi de Mar del Plata 1961,
- 1er à Zevenaar et
- 2e à Jérusalem 1964.

À partir de 1980, il devient entraineur de l'équipe yougoslave. En 2007, il joue sa dernière partie officielle lors d'une rencontre qui reconstitue les duels d'échecs Yougoslavie - URSS de l'époque soviétique. Il y participe, au même titre que Viktor Kortchnoï et Iouri Balachov. Il annule ses deux parties contre Mark Taïmanov, mais l'équipe yougoslave est battue 11 / 9.
De mai 2022, avec la mort de Youri Averbakh à l'âge de 100 ans, jusqu'à sa mort, il est le grand maître du jeu d'échecs le plus âgé encore en vie. C'est le croate Juraj Nikolac qui lui succède.

### Tournois zonaux et interzonaux
- 1952 : 14e du tournoi interzonal de Stockholm (9 / 20)
- 1958 : 7e-11e de l'interzonal de Portoroz, son meilleur résultat (11,5 / 20, seuls les six premiers étaient qualifiés pour le tournoi des candidats). Il est toutefois le seul à pouvoir battre Mikhaïl Tal, vainqueur du tournoi, avec 13.5 / 20[2]. Hein Donner louera d'ailleurs sa performance, déclarant : « Seul Matanovic a réussi à lui tenir tête. Il l'a combattu avec ses propres armes. Le Yougoslave a déchaîné une violence si concentrée que Tal a cédé. Ce fut l'un des meilleurs et aussi l'un des plus longs matchs du tournoi. »[2].
- 1961 : 2e-5e du tournoi zonal, éliminé au départage du cycle des candidats
- 2e place au tournoi zonal de Vrnjacka Banja en 1967.
- 1967 : 10e du tournoi interzonal de Sousse (12 / 21)
- 1976 : 17e de l'interzonal de Bienne (8 / 19)

### Compétitions par équipe
Aleksandar Matanović participe à onze olympiades, tous les deux ans entre 1954 et 1972, puis à nouveau en 1978, remportant neuf médailles par équipe avec la Yougoslavie (cinq d'argent et quatre de bronze) et cinq médailles individuelles (une d'or, deux d'argent et une de bronze),, dont la médaille d'or individuelle au quatrième échiquier en 1970 et la médaille d'argent individuelle au deuxième échiquier en 1956. Il concourt notamment aux côtés de Svetozar Gligorić, Borislav Ivkov et Ljubomir Ljubojević.
Lors des championnats d'Europe par équipe de 1957 à 1977, il remporte cinq médailles par équipe et quatre médailles individuelles.